# Gobernador Crespo
Gobernador Crespo é uma comuna da província de Santa Fé, na Argentina.